# Earinus erythropoda
Earinus erythropoda är en stekelart som beskrevs av Cameron 1887. Earinus erythropoda ingår i släktet Earinus och familjen bracksteklar. Inga underarter finns listade i Catalogue of Life.